# Celui qui murmure
Celui qui murmure — He Who Whispers, dans l'édition originale en anglais — est un roman policier américain de John Dickson Carr publié en 1946. C'est le 16e roman de la série mettant en scène le personnage du Dr Gideon Fell.  Le roman élabore la solution d'un crime impossible dans une chambre close située au sommet d'une tour.

## Résumé
En 1946, au Club du Meurtre, dont il est membre, le docteur Gideon Fell prend connaissance d'un problème de chambre close sans précédent.  Quelque temps avant le déclenchement de la Seconde Guerre mondiale, le professeur Antoine Rigaud fréquente la famille anglaise des Brooke qui s'est installée à Chartres avec leur nouvelle secrétaire, Miss Fay Seton.  Un après-midi d'août 1939, Mrs. Brooke, bouleversée, fait appeler le professeur : leur fils entend épouser la jeune secrétaire, mais le père refuse son assentiment.  Une discussion doit avoir lieu entre les Brooke, père et fils, et Mme Brooke s'inquiète de la chose, car les deux hommes ont déjà échangé des mots violents.  Elle demande au professeur d'être présent à la rencontre et de tenter de calmer le jeu.  
Le rendez-vous a été fixé au sommet d'une tour médiévale en pleine campagne française.  On n'y accède que par un unique escalier en colimaçon creusée dans la pierre.  Mais à l'arrivée d'Antoine Rigaud, une terrible dispute fait déjà rage entre père et fils. Le professeur, à la demande du père, redescend avec le fils au pied de la tour qu'ils ne quittent pas des yeux. Peu après, des cris s'élèvent. Ils gravissent les marches sans croiser quiconque et découvre le corps ensanglanté du père au sommet de la tour. En outre, une serviette bourrée de billets de banque que le père avait en sa possession a disparu.  
Par ailleurs, des gestes et comportements Miss Seton sèment la terreur dans les environs.  D'aucuns prétendent qu'elle est un vampire qui, selon la tradition, hypnotise sa victime à l'aide de murmures chuchotés à l'oreille.  Peu après ces événements, Mme Brooke meurt, Henry disparaît et Miss Seton est introuvable.  Or, un des membres du Club du Meurtre vient tout juste d'engager une nouvelle secrétaire du nom de Fay Seton...

## Particularités du roman
Outre la solution d'un crime impossible dans un lieu inaccessible, ce roman américain, publié la même année en Angleterre, compte deux aspects singuliers au regard de l'œuvre de John Dickson Carr :
- L'action se déroule en France, comme dans Un coup sur la tabatière, mais dans le présent cas, l'observateur des faits (le professeur Antoine Rigaud) est français.
- Un personnage féminin est affecté de la déviance sexuelle de la nymphomanie, fait exceptionnel dans un whodunit de l'immédiat après-guerre.

## Éditions
Édition originale en anglais
- (en) John Dickson Carr, He Who Whispers, New York, Harper, 1946

Éditions françaises
- (fr) John Dickson Carr (auteur) et Gabrielle Ferraris (traducteur), Celui qui murmure [« He Who Whispers »], Genève, Ditis, coll. « Détective-club - Suisse no 28 », 1947
- (fr) John Dickson Carr (auteur) et Gabrielle Ferraris (traducteur), Celui qui murmure [« He Who Whispers »], Paris, Ditis, coll. « Détective-club - France no 77 », 1954, 192 p. (BNF 31909863)
- (fr) John Dickson Carr (auteur) et Elisabeth Gille (traducteur), Celui qui murmure [« He Who Whispers »], Paris, Éditions J'ai lu, coll. « J'ai lu policier no 88 », 1969, 256 p. (BNF 32941144)
- (fr) John Dickson Carr (auteur) et Gabrielle Ferraris (traducteur), Celui qui murmure [« He Who Whispers »], Paris, Nouvelles Éditions Oswald, coll. « Le Miroir obscur no 40 », 1982, 179 p. (ISBN 2-7304-0141-5, BNF 34910102)
- (fr) John Dickson Carr (auteur) et Elisabeth Gille (traducteur), Celui qui murmure [« He Who Whispers »], Paris, Librairie des Champs-Élysées, coll. « Le Masque no 2012 », 1990, 216 p. (ISBN 2-7024-2048-6, BNF 35094300)

## Sources
- Jacques Baudou et Jean-Jacques Schleret, Les Métamorphoses de la chouette, Paris, Futuropolis, 1986, p. 53-54.
- Roland Lacourbe, John Dickson Carr : scribe du miracle. Inventaire d'une œuvre, Amiens, Encrage, 1997, p. 57-58.